# Astros II
O Astros II (Artillery SaTuration ROcket System, ou Sistema de Foguetes de Artilharia para Saturação de Área) é um sistema de lançadores múltiplos de foguetes fabricado pela empresa brasileira Avibras. É capaz de lançar munições de diferentes calibres a distâncias entre 9 e 300 km, bastando trocar os casulos de onde se disparam os foguetes. É empregado para abater alvos de grande importância, além de alvos estratégicos. Pode ser empregado em defesa de solo, bem como na defesa do litoral, particularmente em operações contra desembarque anfíbio.
Foi desenvolvido em 1981 visando atender a uma demanda do Iraque, na época governado por Saddam Hussein, que se encontrava em guerra contra o Irã e necessitava de um sistema de armas que conseguisse deter a ofensiva iraniana. Ao mesmo tempo, foi pensado como um concorrente ao míssil argentino de média distância Condor II.
Após totalizar R$ 1 bilhão com vendas do produto entre 1982 e 1987, o Brasil se tornou o sexto maior exportador de armas. A Avibras, então, considerou o Astros II como sua arma mais rentável.
Os veículos podem ser transportados por ar (aeronaves C-130 ou KC-390), trem ou navio. Uma bateria de mísseis e foguetes do sistema ASTROS é integrada pelos seguintes componentes: 6 AV-LMU, 3 AV-RMD, 1 AV-UCF, 1 AV-OFVE, 1 AV-PCC, 1 AV-MET e, futuramente, 2 AV-UAS.  Um grupo de mísseis e foguetes, composto por três baterias de mísseis e foguetes (Bia Msl Fgt) e uma bateria de comando e serviços (Bia CSv), completa o sistema 1 AV-PCC.
O sucesso do sistema Astros II se deveu a possuir alta mobilidade e proteção blindada; concentração de grande volume de fogo sobre o alvo; reduzida tripulação; capacidade de estar preparado para pronto emprego praticamente o tempo todo com possibilidade de abater alvos a grande distância com reduzido tempo de resposta, possuindo calibres diferentes sobre o mesmo sistema; e que cada veículo pode ser transportado por aviões cargueiros.

## Desenvolvimento
A primeira versão do Astros II foi montada sobre um chassi de caminhão Mercedes-Benz 6x2 L-2013, nacional, onde após sofrer algumas modificações e receber uma cabine blindada foi oficialmente apresentado em 1982 com a designação de Astros II T-O, carinhosamente apelidado pela Avibras de "Brucutu", em razão de sua estranha aparência. Após os primeiros testes, viu-se que era necessário um veículo com tração 6x6. Pensou-se em um modelo da Engesa, mas problemas entre as empresas impediram tal realização e, assim, decidiu-se importar da Alemanha um chassi de caminhão Mercedes-Benz 2028-A 6x6, para ser modificado pela TECTRAN S/A.
Outro ponto importante foi melhorar a cabine blindada, dando-lhe uma forma maior e mais robusta. Para isso os técnicos da empresa se basearam na carreta blindada americana M26 Pershing da Segunda Guerra Mundial, desenvolvida para resgatar carros de combate avariados na frente de batalha. Após estudarem um único exemplar existente no país, que se encontrava como peça histórica na Escola de Material Bélico (EsMB), no Rio de Janeiro, e com modificações excessivas, puderam enfim criar a nova configuração do veículo plataforma padrão para as diversas versões que se produziram e ainda são produzidas na atualidade.
A base da série de foguetes de artilharia usada pelo sistema foi o foguete espacial Sonda-1. Pelos altos custos do projeto Astros, a Avibras, que teve dificuldade em obter financiamento para desenvolver uma nova geração de mísseis, precisou do patrocínio do governo iraquiano e líbio. O Iraque subsidiou parte do sistema, enquanto a Líbia financiou parte do programa de mísseis a longa distância.
Sua produção em série iniciou em 1983 e a configuração de uma bateria típica era composta por 06 (seis) veículos Lançadores Múltiplos Universais (LMU), 06 (seis) veículos Remuniciadores (RMD) e uma central diretora de tiro.

## Uso noExército Brasileiro
O Exército Brasileiro adquiriu sua primeira unidade de Astros II no início dos anos 1990 e, até a unificação das unidades no 6º Grupo de Lançadores Móveis de Foguetes em Formosa, Goiás, possuía cinco baterias, sendo três de artilharia de costa e duas de artilharia de campanha, que estavam assim distribuídas: 6º Grupo de Artilharia de Costa Motorizada (6º GACosM), em Praia Grande, São Paulo; 8º Grupo de Artilharia de Costa Motorizado, em Niterói, Rio de Janeiro; 1º/10º Grupo de Artilharia de Costa Motorizado, em Macaé, Rio de Janeiro; 1ª Bateria de Lançadores Múltiplos de Foguetes (1ª Bia LMF), em Brasília; e 3ª Bateria de Lançadores Múltiplos de Foguetes, em Cruz Alta, Rio Grande do Sul. Tudo isso totalizava 20 veículos LMU, 10 RMD, 2 PCC, 2 UCF, 2 OFV e 2 MET.

## Conflitos

### Guerra Irã-Iraque
O Astros foi entregue ao Iraque de Saddam Hussein para a Guerra contra o Irã, a tempo de ser empregado contra a ofensiva iraniana na Península de Al-Faw, ao sul do país.

### Guerra do Golfo

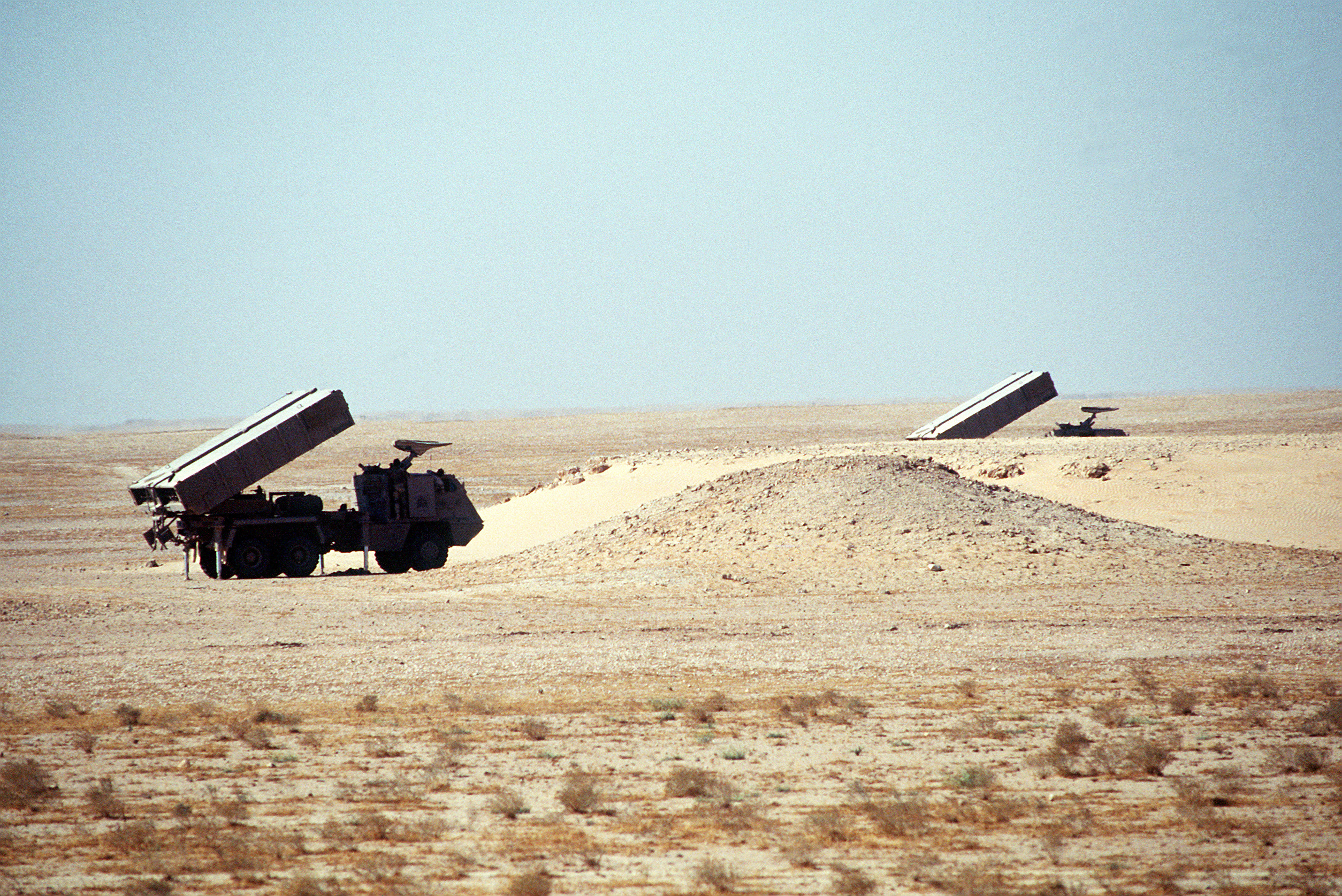
Sistema Astros II usado pelo Iraque durante a Guerra do Golfo.

O maior reconhecimento das capacidades do sistema Astros talvez tenha sido feito pelas forças estadunidenses quando da Guerra do Golfo de 1991. Nessa altura, quando se tentava encontrar as posições dos tanques e carros de combate do Iraque, foi considerada da maior importância, para os militares estadunidenses, ter a garantia de que o Iraque não poderia utilizar os seus 66 Astros contra as forças da coalizão ou que a sua capacidade para os utilizar estava muito debilitada. Já na época, os veículos estavam em condição precária de operação.
Esta atuação por parte dos estadunidenses foi um reconhecimento da capacidade e letalidade do sistema que, podendo ser utilizado, poderia com o seu alcance e capacidade destrutiva, alvejar as grandes unidades que se preparavam para a operação Tempestade no Deserto. Essa operação só teve o seu início quando os comandos estadunidenses receberam confirmação da Força Aérea de que os Astros e Scud iraquianos haviam sido inutilizados.
Ao mesmo tempo, a Arábia Saudita adquiriu o Sistema Astros II e chegou a utilizá-lo, sob comando da coalizão liderada pelos Estados Unidos, contra as forças iraquianas com grande sucesso.
Foi documentado o uso de bombas de fragmentação (cluster) disparadas pelo Astros II em Khafji, no ano de 1991. Essas munições deixaram "um número significativo de submunições não detonadas".

### Guerra Civil Angolana
Durante a Guerra Civil Angolana, o sistema Astros ajudou Angola a derrotar as forças rebeldes da União Nacional para a Independência Total de Angola (Unita).

### Guerra Civil Iemenita
Em 27 de outubro de 2015, durante a Guerra Civil Iemenita, pelo menos quatro pessoas foram feridas e várias submunições permaneceram não detonadas em um ataque das forças da Arábia Saudita à Ahma, em Saada, usando foguetes de fragmentação (cluster) disparados pelo Astros II. O objetivo militar conhecido mais próximo, no entanto, estaria a 10 km dali. Foram encontradas três submunições não detonadas, estando uma próxima de uma fazenda, uma próxima de um jardim e a outra perto de uma mesquita. Em 6 de dezembro de 2016, as forças sauditas lançaram um ataque ao bairro de al-Dhubat, também na cidade de Saada, às 20 h.  O ataque ocorreu perto de duas escolas, próximas a Babe Najrã, reduto da milícia Houthi iemenita. O diretor de uma escola instruiu os alunos a não retornarem no dia seguinte, uma vez que as escolas tinham que ser vasculhadas para detectar restos explosivos, incluindo submunições não detonadas.

## Variantes

### Astros II MK-3
Versão do Astros II desenvolvida por volta de 1990. Foi a primeira versão a entrar em uso pelo Exército Brasileiro. O Astros II MK-3 dispõe do sistema de controle de tiro Field Guard de origem suíça e fabricação nacional. Esse sistema analisa a trajetória de um foguete de teste que explode no ar, longe do alvo, para não alertar o inimigo e calcula automaticamente a posição dos lançadores.

### Astros II MK-3M
Versão do Astros II MK-3 modernizada, que poderá lançar o foguete guiado AV-SS-40G e o míssil AV-TM-300 com algumas modificações, como a modernização do sistema de Direção de Tiro e Sistemas de Dados Meteorológicos e transmissão de dados via satélite. Para o lançamento do AV-TM-300, inclui também uma estação de planejamento de tiro.

### Sajil-60
Variante do Astros II, fabricada nacionalmente no Iraque.

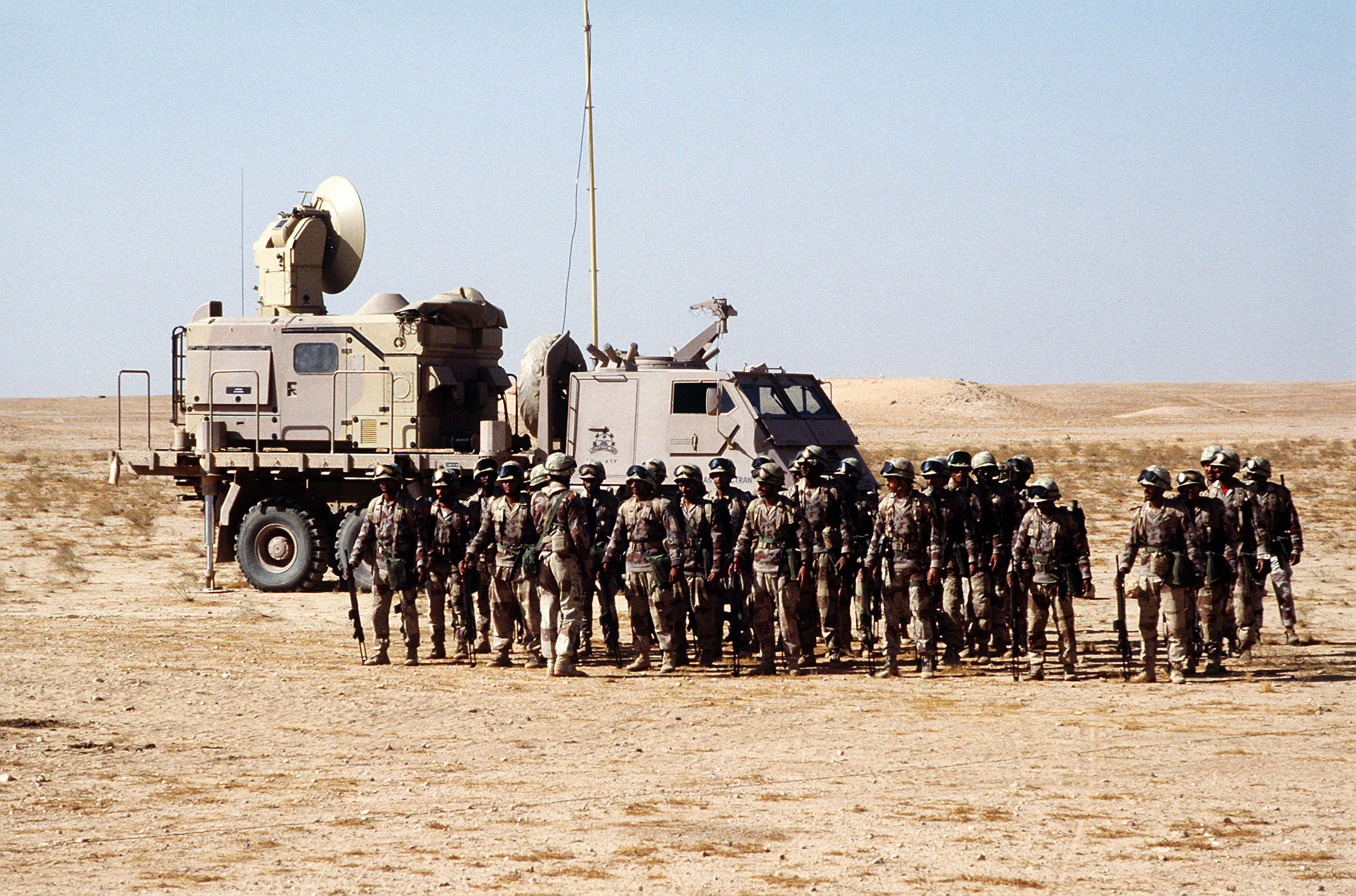
AV-UCF da Arábia Saudita.
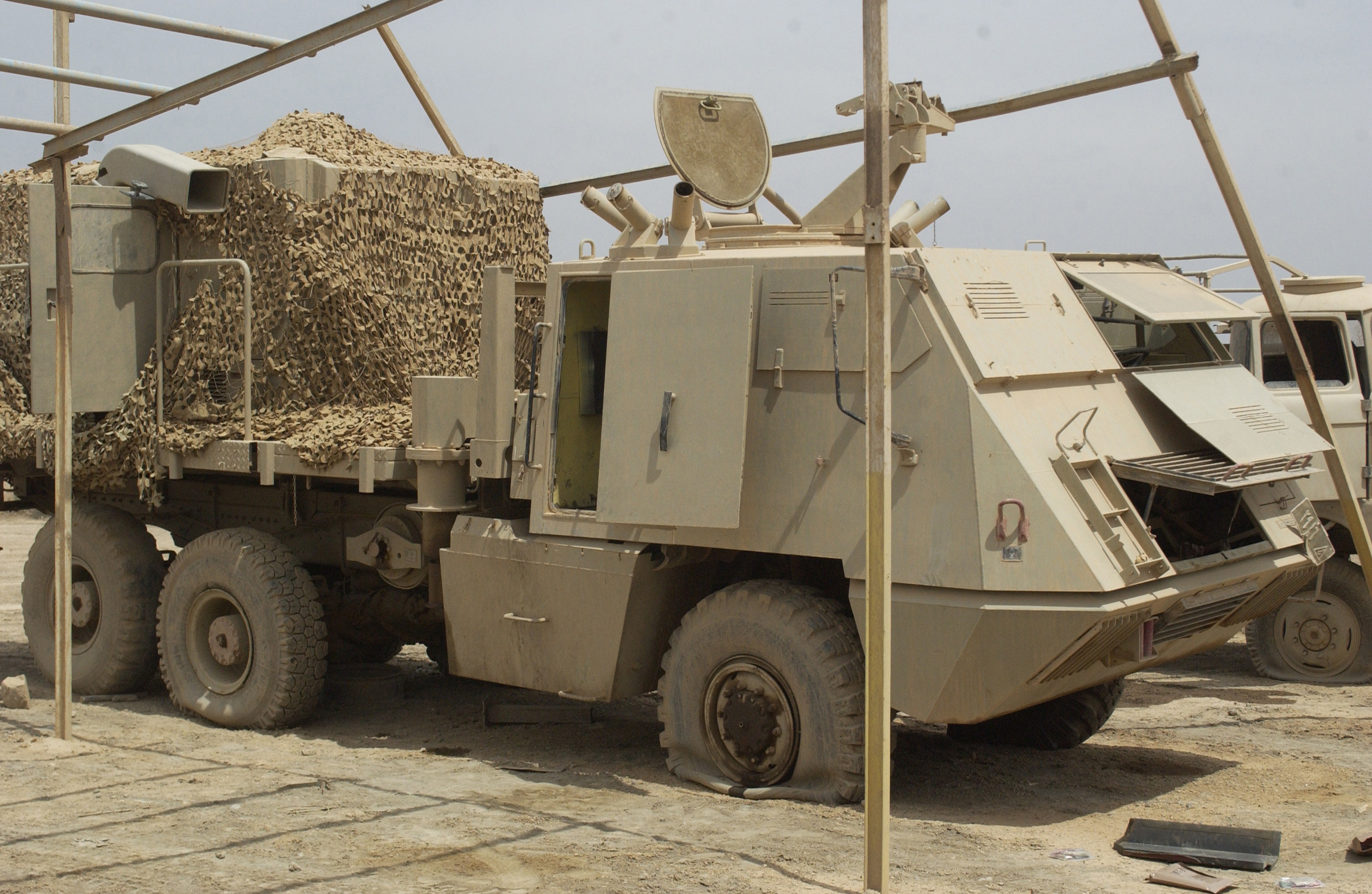
UCF da variante iraquiana Sajil-60.

### Astros II MK-6
O Astros II MK-6 é um sistema desenvolvido pela empresa AVIBRÁS e é utilizado pelas Unidades Operacionais do Comando de Artilharia do Exército e pelo Corpo de Fuzileiros Navais da Marinha do Brasil. O Sistema (Bateria) compõe-se de 12 viaturas, sendo seis LMU (Lançadora múltipla universal), três RMD (Remuniciadora), uma MET (Meteorológica), uma PCC (Posto de comando e controle) e uma OFVE (Oficina de manutenção veicular e eletrônica). Todas trabalham em conjunto via datalink, que compartilha em tempo real mensagens de texto, voz e informações referentes ao tiro a ser executado.
Montado sobre chassis Tatra T 815-7 6×6 e 4×4, o Astros II MK-6 possui alta capacidade de manobra e de transposição de terrenos difíceis, podendo atingir até 110 km/h em estradas pavimentadas.  Graças aos 402 cv do motor Tatra T3C-928-90 Euro 3 na versão 6×6 e 320 cv com o motor Tatra T3C-928-A0 na versão 4×4, o veículo pode usar grandes potência e tração. Futuramente, poderá ser modificado para adotar um chassi Rheinmetall Man Military Vehicles (RMMV). Todas as viaturas utilizam grandes pneus Michelin 1400R20 XZL, robustos e específicos para uso em veículos militares grandes para todo tipo de terreno.
As unidades LMU e RMD possuem o chassi chamado pela Avibras de VBA (Viatura básica Avibras), podendo ser reconfigurado para uso como LMU ou como RMD, caso seja necessário.
Existe ainda a viatura UCF (Unidade de controle de fogo), com um sistema de monitoramento por radar do lançamento de um foguete ajustagem, que com base nos dados coletados neste lançamento e extrapolação de sua trajetória, define a melhor solução de tiro que será realizada.
Oficialmente cada viatura RMD remunicia completamente uma viatura LMU, mas em certas ocasiões, duas LMUs podem ser remuniciadas por uma RMD.
Existem ainda as viaturas AV-UAS (Unidade de apoio em solo), ainda em desenvolvimento, para o apoio logístico em combustível de aviação necessário às turbinas dos mísseis de cruzeiro, dispondo de um tanque de abastecimento com capacidade de 2500 litros cada viatura, e AV-OFVE (Oficina veicular e eletrônica).
As viaturas possuem navegação por GPS Garmin 16x HVS, DGPS e Sistema Inercial Honeywell Talin 2000, a fim de garantir a precisão de sua posição no terreno, fundamental para um tiro de artilharia. O sistema GPS possui integrado apenas a constelação Navstar americana, não possuindo, no momento, previsão para a inclusão de outros sistema como o Glonass russo e o Galileo europeu.
Todas possuem uma blindagem tanto opaca quanto transparente capazes de resistir a impactos de projéteis 30-06 Armor Piercing M2, 7,62x51 mm e 5,56x45 mm M855, oferecendo uma proteção de 90% conforme norma americana MIL-DTL-46100E e classificado como nível 1 conforme Stanag 4569.

#### AV-MET
A viatura de observação e análise meteorológica do sistema Astros MK-6 é baseada em um chassi T 815-7 4×4, com carroceria blindada, eixos independentes, motor Tatra T3C-928-A0 de 320 cv e abrigando na parte traseira o sistema Vaisala Marwin MW32 de monitoramento meteorológico. O sistema Vaisala é composto por uma antena UHF em um mastro retrátil da empresa Will Burt na viatura MET e sensores Irdam 2056 em uma antena portátil CG31, uma espécie de módulo remoto montado em tripé com um longo cabo de dados ligado à viatura. Utiliza também de um balão meteorológico lançado no local com uma radiossonda acoplada que emite os dados coletados em altitudes maiores à antena portátil CG31.
Um dos sensores usados no módulo remoto está presente também na antena retrátil da viatura AV-PCC, a fim de garantir a capacidade de utilização do sistema nervoso mesmo se a viatura AV-MET estiver inoperante por qualquer motivo.
O cuidado com o vento é justificado por ser o fator que mais influencia na trajetória dos foguetes SS do sistema Astros.  E essa influência se dá principalmente durante o lançamento, nos primeiros metros com o foguete ganhando altura, chamada primeira camada. Por esse motivo a meteorologia presente no local do lançamento é monitorada minuciosamente pelo sistema Vaisala, levantando também dados de pressão, temperatura e umidade, sendo todas as informações repassadas à viatura AV-PCC em tempo real.
A bordo da viatura AV-MET encontra-se o monitor do sistema Vaisala Marwin MW32, com teclado embutido ao lado, encapsulado em uma robusta carcaça capaz de suportar condições muito adversas. O sistema é relativamente simples de ser operado, e entrega dados precisos com extrema rapidez. Sendo capaz de gerar mensagens meteorológicas para operações militares em poucos segundos, como a METCM e METB3, padrões para o uso em artilharia de foguetes e de campanha, respectivamente.
O sistema Astros II MK-6 é capaz de operar sob qualquer condição climática, tendo apenas um fator restritivo para o lançamento de foguetes, chamado de “vento recorrente”.  Porém os programas de computador a bordo das viaturas Astros facilitam lidar com esta limitação, uma vez que o sistema Vaisala trabalha com a análise constante das condições meteorológicas, sendo capaz de gerar previsões bastante precisas das condições do vento no local com antecedência.
Uma tela na AV-PCC exibe padrões de manchas verdes e vermelhas, que se movem demonstrando a tendência do vento no local. O comando de disparo então só é dado caso o envelope de lançamento esteja dentro do verde. Mesmo com toda essa facilidade, o comando de lançamento pode ser abortado a qualquer momento da contagem regressiva.

#### AV-PCC
A viatura de comando de controle do sistema Astros II MK-6 também é montada sobre um chassi 4×4 idêntico ao da viatura AV-MET, sendo que no compartimento traseiro, que na versão meteorológica só abriga o monitor do sistema Vaisala Marwin MW32, na PCC abriga um par de estações de computadores BARCO MicroVista, com monitores de 19 polegadas e teclados retráteis, separados por dois módulos sobrepostos do rádio datalink, modelo Elbit System VRC-950HDR, da família CNR-9000HDR, e da Unidade de comando de energia da cabine, e que compõem o sistema de comando.
O computador do lado esquerdo dedica_se à transmissão e recepção de mensagens por datalink.  Trocam-se mensagens de texto entre todas as viaturas do sistema  instantaneamente.  As transmissões são cifradas e utilizam salto de frequência para proteção.
No computador da direita faz-se todo o trabalho de planejamento, comando e controle dos tiros efetuados pelo sistema. Neste computador o militar tem em comando programas nativos da Avibras que tornam muito intuitivos os procedimentos para a elaboração de uma missão. Um dos programas mais importantes, porém, não é original da Avibras: trata-se do Erdas, programa civil de mapas e cartas georreferenciadas de origem americana que possui inúmeras capacidades para as operações do Astros II MK-6, e que a Marinha do Brasil comprou sua licença. A Avibras desenvolveu uma versão do Erdas em português que faz as mesmas coisas, dando a opção para o operador escolher qual quer utilizar.  O programa em inglês é mais intuitivo, enquanto o em português é mais rústico.
Com esses programas, o operador é capaz de traçar rotas para as viaturas, waypoints durante estas rotas, pontos de encontro, posições de lançamento e posição dos alvos. Como todas as cartas são georreferenciadas, cada ponto tem suas coordenadas conhecidas e distâncias podem ser calculadas com extrema precisão. Os outros softwares a bordo da AV-PCC então reúnem estes dados com os dados meteorológicos e com os dados do GPS, dando todas as informações para que o comando planeje o tiro.
O computador oferece várias opções ao comandante da missão, como o tipo de foguete que deseja utilizar, o grau de eficácia e o quão aglomerado deseja que seja a concentração dos impactos. Caso o operador selecione um alvo a uma distância incompatível com o uso do foguete selecionado, ou por estar longe ou perto demais, o computador o avisa, denunciando operação fora dos parâmetros adequados e o reorienta a escolher o tipo de foguete mais indicado. O sistema também exibe ao operador uma imagem de previsão de impactos sobre o alvo, e o informa se a eficácia pretendida pode ser alcançada ou não com o número de foguetes disponível. Caso não seja possível, o sistema informa quantos foguetes seriam necessários para alcançar o objetivo.
Com todos os parâmetros ajustados para o tiro, é feito então um cálculo de trajetória dos foguetes, e com base nas posições das AV-LMU sobre as cartas georreferenciadas, são gerados valores de azimute e elevação, distribuídos por DATALINK para o correto posicionamento das plataformas das LMU.
Após cada viatura LMU ajustar sua plataforma lançadora ao azimute e elevação fornecidos pelo DATALINK, o tiro pode ser efetuado. O procedimento para realização do disparo é muito simples e com pouca margem de erro. O comandante da Bia observa as condições ótimas de lançamento, e quando atingida a solução de tiro, a ordem é dada apertando um botão em um programa. Uma contagem regressiva é iniciada simultaneamente em todas as viaturas do sistema. A contagem vai de 10 a 0 em uma cadência mais rápida que a dos segundos de um relógio, e pode ser paralisada a qualquer momento, caso o comando ache necessário.

#### AV-LMU

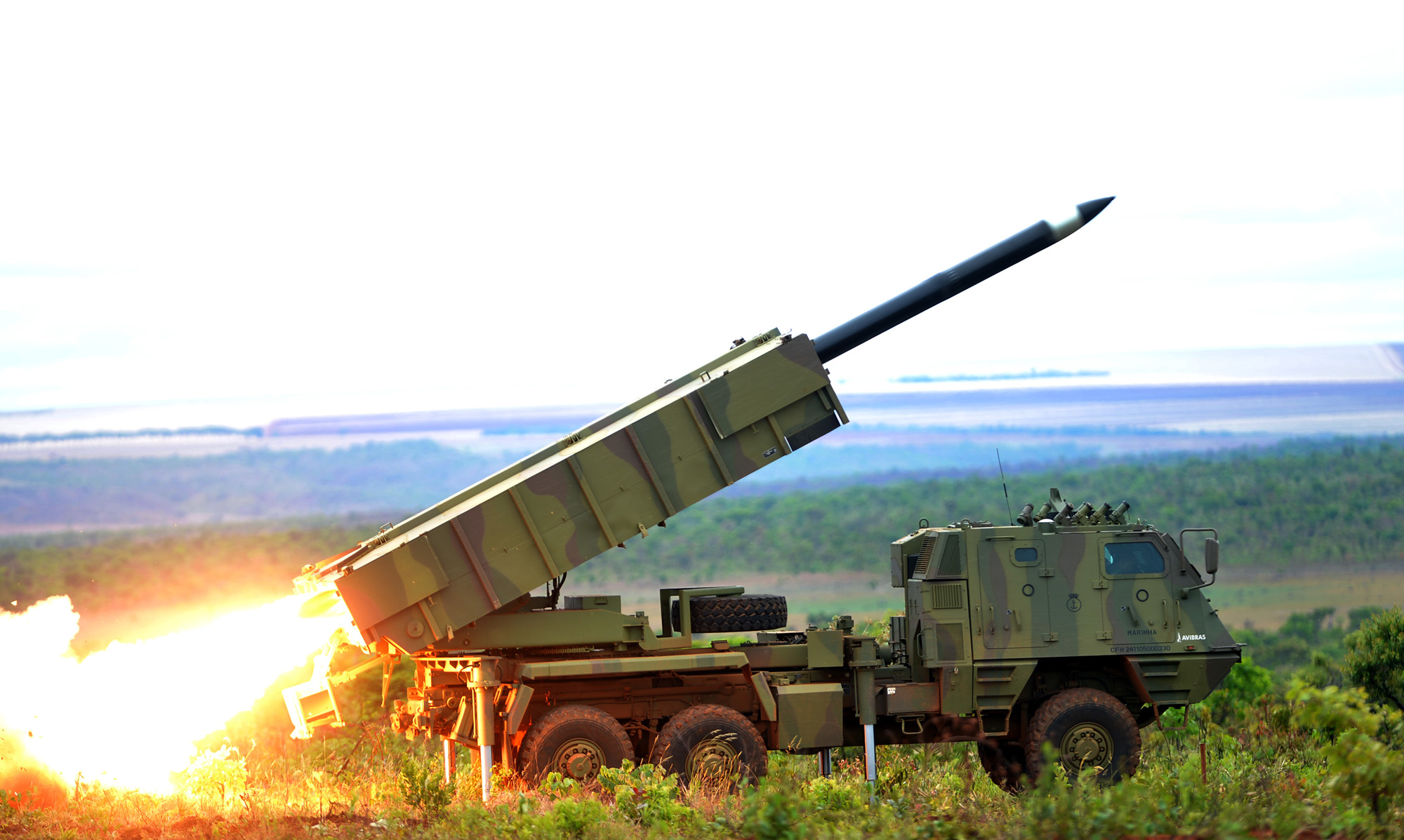
LMU Astros II MK-6 do Corpo de Fuzileiro Navais do Brasil disparando no Centro de Instrução de Formosa (CIF).

A viatura AV-LMU, ou Lançadora Múltipla Universal, é montada sobre um chassi TATRA 815-7 6×6 que tem como base a AV-VBA, ou Viatura Básica Avibras. Ou seja, assim como as AV-MET e AV-PCC possuem o mesmo chassi, as AV-LMU e AV-RMD também, só que possuem ainda a característica já citada de compartilhamento do mesmo. Ou seja, uma AV-RMD pode se transformar em uma AV-LMU, e vice-versa. Capacidade que as AV-MET e AV-PCC não possuem.
As viaturas LMU possuem uma plataforma lançadora universal na parte traseira, com controle hidráulico extremamente sensível de seus movimentos horizontais e verticais, uma vez que é a precisão destes movimentos que vão determinar a precisão dos foguetes lançados por ela.
Este sistema de posicionamento da plataforma possui uma redundância para o caso dos sistemas eletrônicos da viatura estarem inoperantes. Trata-se de um controle externo do posicionamento da plataforma, localizado na traseira da mesma, e que conta com um equipamento Dial Sight Trilux L7A1 da britânica Hall & Watts específico para posicionamento de artilharia, e que fornece os ângulos em que se encontra a plataforma em relação a um ponto de referência. Com essas informações, e com duas alavancas de controle hidráulico, o operador sentado neste suporte externo pode mover com a mesma precisão a plataforma lançadora como se estivesse dentro do veículo, apenas com a diferença do referencial de azimute e elevação que passam de digital para analógico e visual.

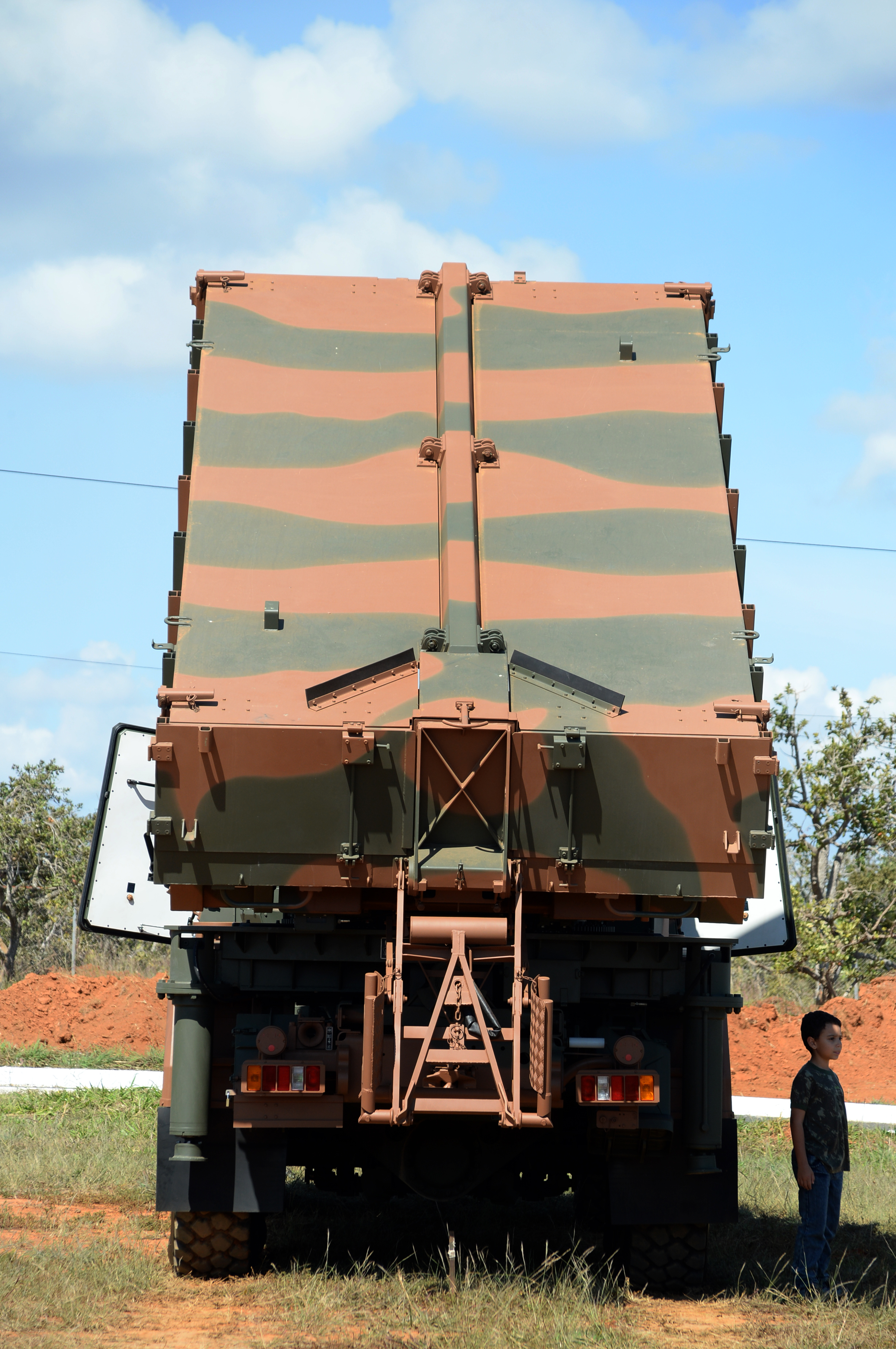
Os contêineres da viatura LMU.

A plataforma possui espaço para quatro contêineres lado a lado, modulares, e que servem de casulo para os foguetes de variados calibres do sistema ASTROS II MK-6. A LMU possui dois monitores touchscreen do lado direito da cabine, com botões e comandos a sua volta, todos voltados para o gerenciamento da operação e de lançamento.
No monitor do lado esquerdo, chamado de Console de Operações (COP), são exibidas informações acerca da plataforma de lançamento e seu posicionamento, navegação da viatura, buscador de norte, além de status da viatura LMU em si, como o funcionamento do GPS, do DGPS, do Inercial e do Rádio DATALINK. Nesta tela são recebidas mensagens e os valores de elevação e azimute que o operador deve zerar, movimentando a plataforma para a direção correta. É sempre preferível que a viatura em si já esteja posicionada a fim de zerar o azimute, ficando a cargo da plataforma apenas zerar a elevação.
Existe, porém um envelope de lançamento que não pode ser ignorado nem mesmo se o operador tentar deliberadamente por qualquer razão. O sistema não permite disparo caso algum desses parâmetros esteja fora. Um deles é a ZPT, ou Zona Proibida de Tiro. A ZPT nada mais é do que um posicionamento da plataforma em que o tiro não é possível por questões estruturais. Seja por comprometer o equilíbrio da viatura mesmo com as sapatas baixadas, ou por estar apontando os containers dos foguetes para a própria cabine da viatura, por mais que os valores de posicionamento estejam zerados, ou seja, alinhados com o padrão de lançamento.
Na outra tela, chamada de Console de Tiro (COT) e que fica a direita, temos informações referentes aos foguetes e ao lançamento em si. Lá temos selecionados as lançadoras que irão disparar, o tipo de foguete, de espoleta empregada e sua configuração, além de informações criticas de cada foguete carregado. Por exemplo, antes de qualquer disparo é feito um teste em cada foguete para saber se todos estão ativos ou se algum não deverá ser lançado. Os testes analisam o ignitor e a espoleta, e apresenta na tela quantos foguetes dos que estão carregados estão de fato aptos para o disparo.
Outras verificações de sistemas da própria viatura são feitas, como a do sistema de tiro, a do By-pass de bloqueio, by-pass da espoleta e ignitor, rajada e lançadora armada. Todos estes itens devem estar verdes na tela, caso contrário o lançamento não ocorre mesmo se o operador apertar o “gatilho”.
Nesta mesma tela onde estes testes são feitos, é exibida a contagem regressiva acionada pelo comando na AV-PCC. A contagem é rápida, e a sequência de lançamento é a seguinte: Ao chegar em 05, o operador da LMU aciona o botão que arma os foguetes, armando a lançadora. Ao chegar em 00, o operador apenas pressiona o botão vermelho de disparo, e todos os disparos ocorrem da forma com que foram configurados.
O monitor COT pode servir de Back-Up para o monitor COP, porém o contrário não é possível.

#### AV-RMD

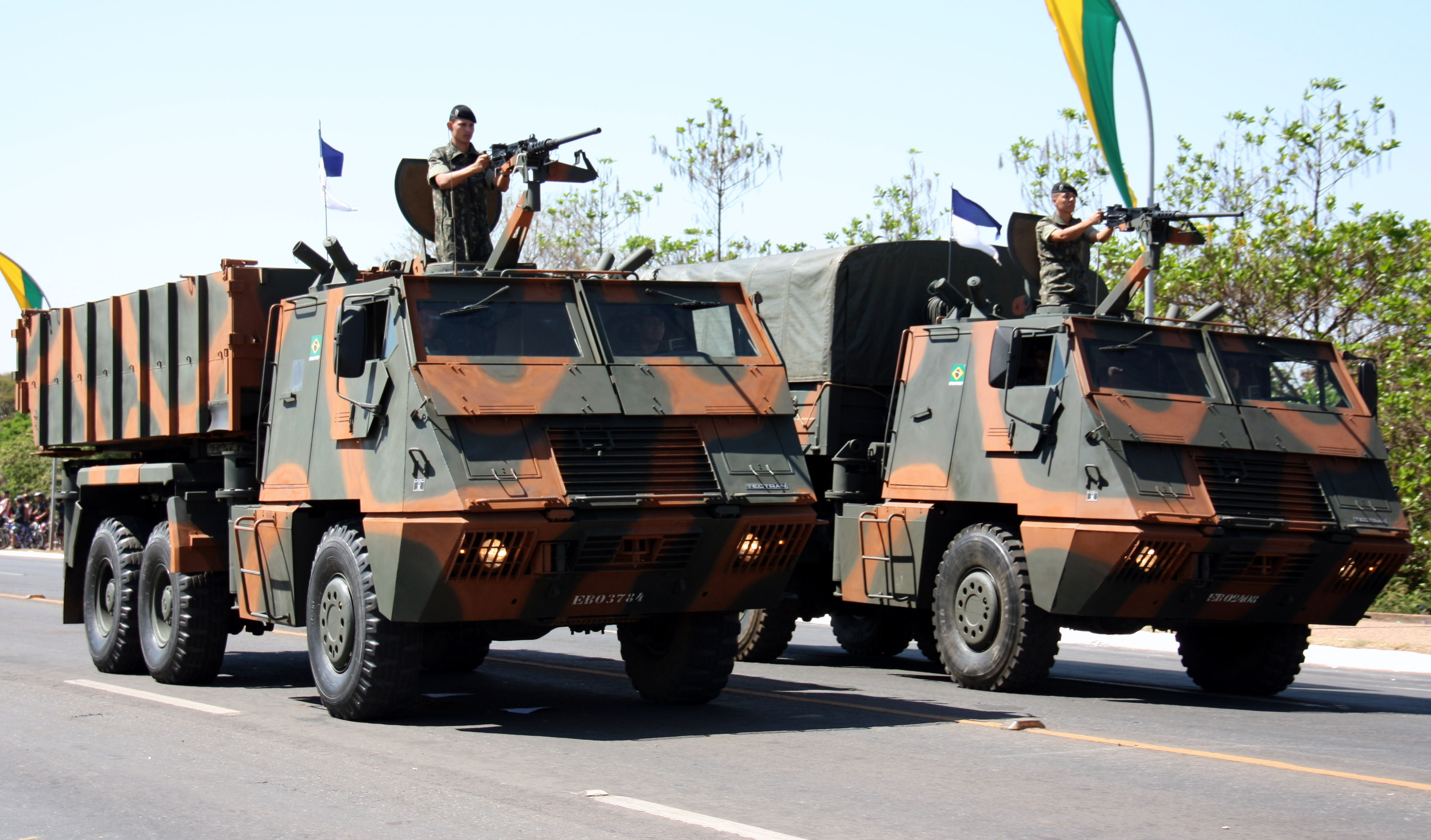
Viatura MK-6 RMD atrás de uma LMU.

Viatura mais simples do sistema, a AV-RMD possui uma caçamba larga de aço nas dimensões específicas para acomodar 8 conteineres dos foguetes SS da Avibras, sendo capaz de remuniciar completamente duas AV-LMU. Possui também em sua cabine um monitor COP, a fim de gerenciar comunicações e a navegação da viatura.
Conta com um guindaste tipo Munck da IMAP logo atrás da cabine com capacidade para 2 toneladas, totalmente retrátil ao ponto de não se sobressair na silhueta da viatura, se tornando fácil a certa distância confundir uma AV-RMD com uma AV-LMU, exceto talvez pelo grande pneu estepe na parte traseira.
Cada container pesa em média 900kg, porém o guindaste foi superdimensionado para suportar 2 toneladas por conta do projeto AV-TM-300, já que o peso previsto para o míssil + container gira em torno deste valor.

#### AV-UCF

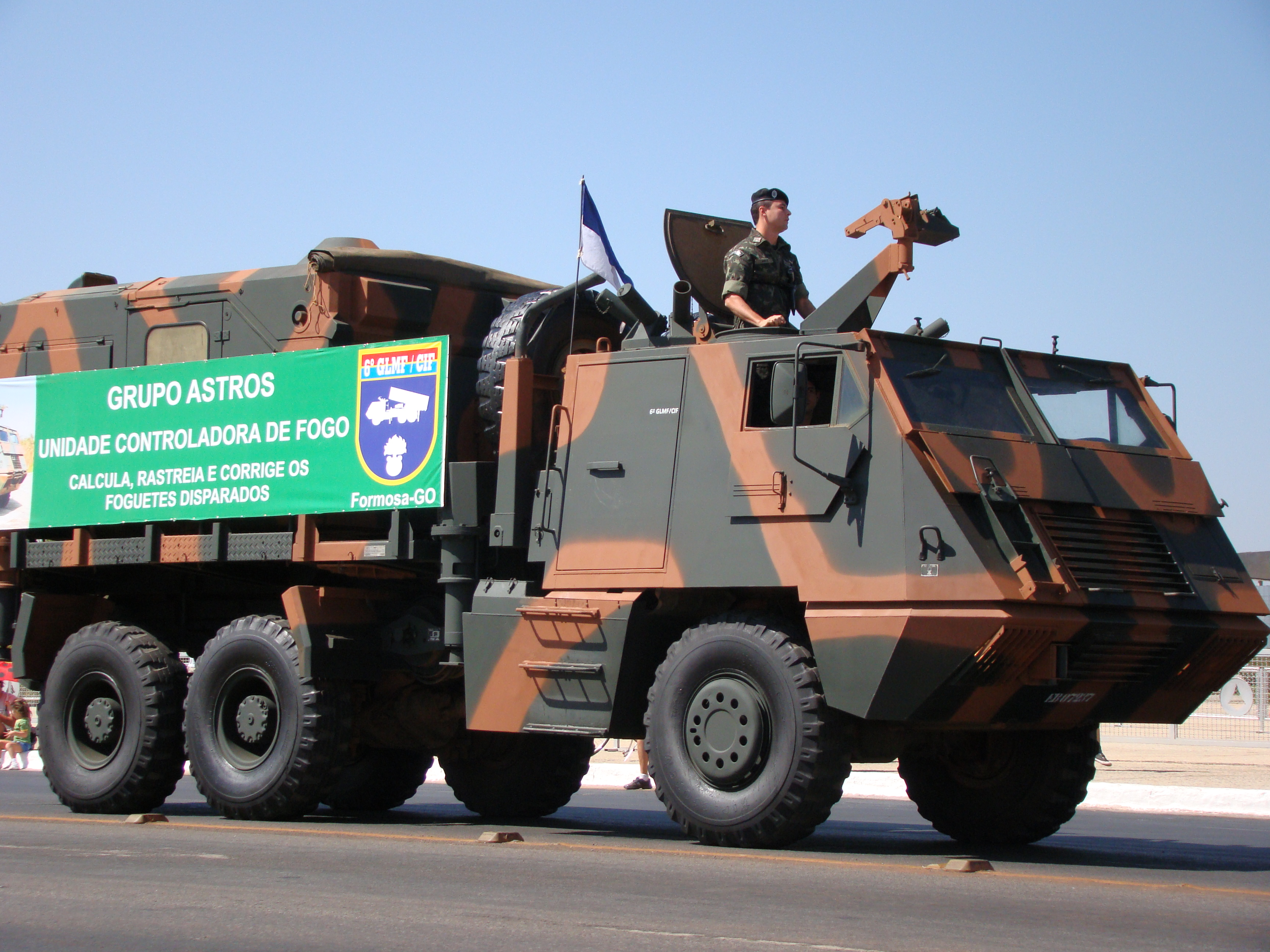
Viatura UCF do Exército Brasileiro em exposição.

A viatura AV-UCF (Unidade de Controle de Fogo, ou Unidade Controladora de Fogo) é um veículo com um sistema de monitoramento por radar do lançamento de um foguete ajustagem, que com base nos dados coletados neste lançamento e extrapolação de sua trajetória define a melhor solução de tiro que será realizada. Resumidamente, ela "calcula, rastreia e corrige os foguetes disparados".

### Astros Antiaéreo
A empresa europeia MBDA Systems planeja, ao lado da Avibras, desenvolver um sistema de artilharia antiaérea de média altura que use a base do Astros II MK-6 e um míssil fabricado por Avibras e MBDA, baseado no CAMM britânico (cuja variante brasileira é chamada inicialmente de AV-MMA, de sigla que significa Míssil média altura).  O CAMM oferece proteção completa contra todos os alvos aéreos conhecidos ou previstos. O lançamento é vertical.  O sistema seria usado em conjunto com o radar Saber M200 e o Comando e controle Astros, tendo 70% de conteúdo nacional.

### Astros III
O projeto Astros III, que se encontra paralisado desde 1999 por questões financeiras, utiliza como plataforma um chassi alemão Mercedes-Benz Actros 8x8 e poderá vir a ter uma nova geração de munições e submunições, com maior alcance. Embora pelo seu tamanho perca a capacidade de ser aerotransportado, poderá ter outros ganhos, como mobilidade e poder de fogo.

## Foguetes
- SS-09 TS: Foguete 70 mm para treinamento. Alcance de 4 a 10 km. Conteiner reutilizável.[24][7] Variante do foguete Skyfire.[28]
- SS-30: Foguete anti-pessoal e anti-material não blindado 127 mm. Alcance de 9 a 40 km. Raio de destruição de até 57 metros. Cada conteiner comporta 8 foguetes e é descartável.[24][7]
- SS-40: Foguete anti-pessoal e anti-blindagem 180 mm de fragmentação (cluster). Possui 20 submunições de 70 mm e espoleta com contador eletrônico de tempo. Alcance de 15 a 40 km. Cada conteiner comporta 4 foguetes e é descartável.[24][7]
- SS-40 G: Variante do SS-40 capaz de ser guiado na fase final do voo.[29] Alcance de 16 a 33 km.[7]
- SS-60: Foguete anti-pessoal e anti-blindagem 300 mm de fragmentação (cluster). Possui 65 submunições de 70 mm e espoleta com contador eletrônico de tempo. Alcance de 20 a 60 km. Cada conteiner comporta 1 foguete e é descartável.[24][7]
- SS-80: Foguete anti-pessoal e anti-blindagem 300 mm de fragmentação (cluster). Possui 52 submunições de 70 mm e espoleta com contador eletrônico de tempo. Alcance de 20 a 90 km. Cada conteiner comporta 1 foguete e é descartável.[24][7]
- SS-150: Em desenvolvimento pela Avibras. Foguete com alcance de 150 km.[29]
- FOG MPM: Em desenvolvimento pela Avibras. Míssil guiado por fibra ótica com alcance de 20 km.[29]
- AV-TM-300: Em desenvolvimento pela Avibras. Míssil tático de cruzeiro. Alcance mínimo de 30 km e máximo de 300 km (versão para exportação) e +1200 (uso exclusivo nacional), podendo o limite máximo ser estendido. Pode se autodestruir, durante sua trajetória, em caso de mau funcionamento.[24][17] Pode dispor de 65 submunições com o uso da cabeça de guerra múltipla (MW).[7]

## Operadores
- Angola[14]
- Arábia Saudita: 60 viaturas Astros II[30]
  - 13º Batalhão de Artilharia[31]

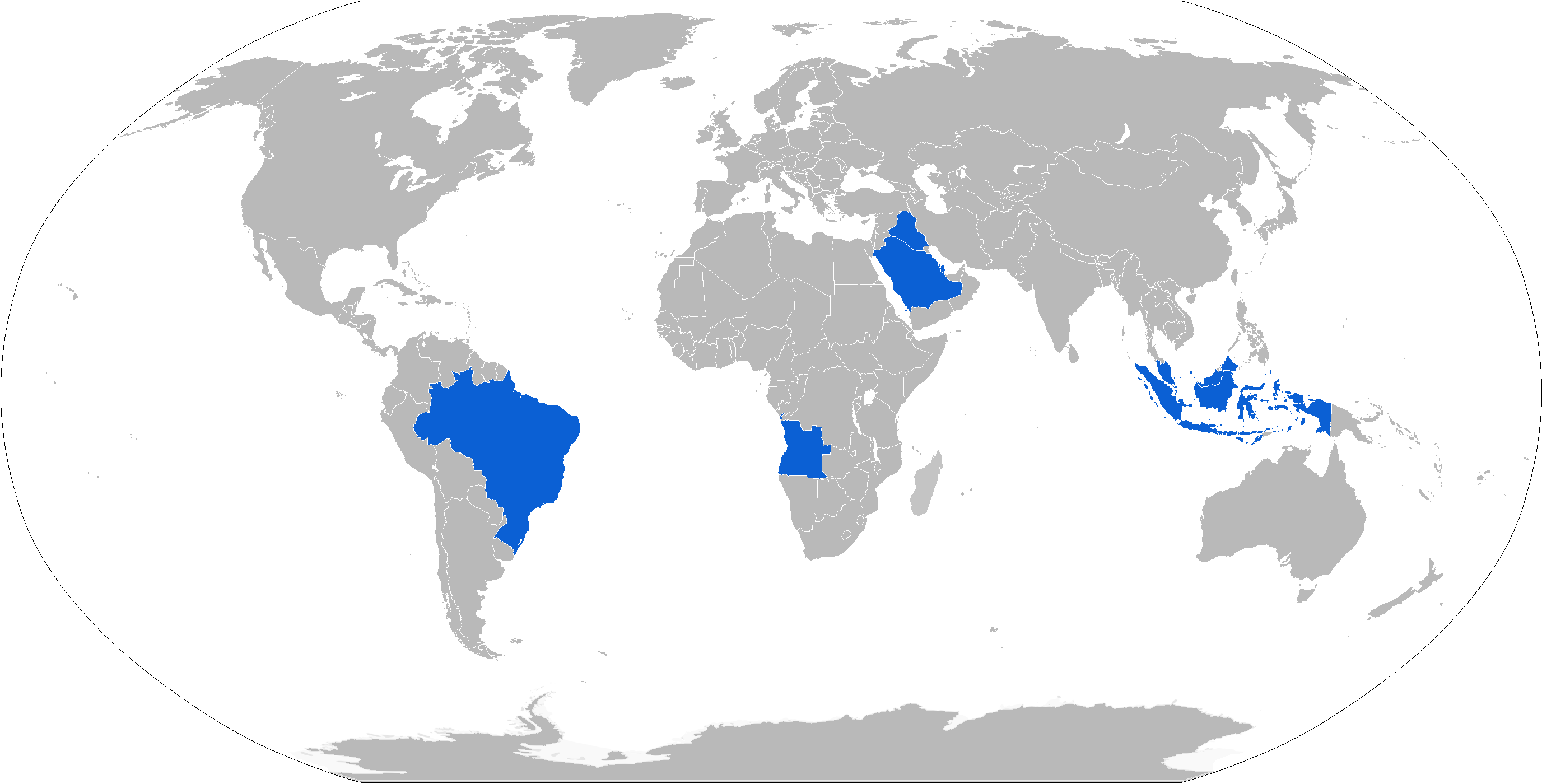
Mapa com os operadores do Astros II em azul

  - O Exército Saudita planeja formar um novo grupo com quatro baterias da versão MK-6, formadas por 40 a 60 viaturas.[31]
- Bahrein[6]
- Brasil
  - Exército Brasileiro: 38 viaturas Astros II MK-3: 20 LMU, 10 RMD, 2 PCC, 2 UCF, 2 OFV, 2 MET. Entre essas, 18 viaturas foram modernizadas no padrão Astros II MK-3M: 12 LMU e 6 RMD. 20 viaturas Astros II MK-6: 5 LMU, 5 RMD, 4 MET, 1 PCC, 2 UCF, 3 OFV até então.
    - 6º Grupo de Mísseis e Foguetes, Formosa, Goiás:[32]
    - 16º Grupo de Mísseis e Foguetes, Formosa, Goiás[32]

  - Corpo de Fuzileiros Navais: 12 viaturas Astros II MK-6 (1 bateria): 6 LMU, 3 RMD, 1 PCC, 1 OFVE e 1 MET[24][33][23]
- Catar: 1 bateria de viaturas MK-3 e anterior. A serem modernizadas[20]
- Líbia: Sabe-se que foi um dos três maiores compradores do sistema, ao lado do Iraque e da Arábia Saudita, tendo investido US$ 2 milhões para a compra do Astros. Porém, o número exato é indefinido[34][9]
- Malásia: 21 viaturas Astros II MK-6[35]
- Indonésia: Pelo menos 36 viaturas Astros II MK-6[36]
- Iraque: adquiridas inicialmente 66 viaturas (10 baterias), entre nacionais e a variante iraquiana Sajil-60.  40 sobreviveram até a invasão de 2003.  Após isso, restam pouco mais de 20.[10]

### Potenciais clientes
- Emirados Árabes Unidos: Embora tenha adquirido o HIMARS norte-americano, o país poderá adquirir uma bateria Astros II MK-6, caso o AV-TM 300 atinja o desempenho especificado.[20]

- Espanha: [37]